# Hammer of the Witches
Albums de Cradle of Filth
The Manticore and Other Horrors
(2012) Cryptoriana – The Seductiveness of Decay
(2017)
Hammer of the Witches est le onzième album du groupe anglais Cradle of Filth. Il est sorti le 10 juillet 2015.

## Pistes[2]
| 1.    | Walpurgis Eve                                         | 1:29  |
| 2.    | Yours Immortally…                                     | 06:00 |
| 3.    | Enshrined in Crematoria                               | 05:46 |
| 4.    | Deflowering the Maidenhead, Displeasuring the Goddess | 06:56 |
| 5.    | Blackest Magick in Practice                           | 06:50 |
| 6.    | The Monstrous Sabbat (Summoning the Coven)            | 01:51 |
| 7.    | Hammer of the Witches                                 | 06:28 |
| 8.    | Right Wing of the Garden Triptych                     | 05:54 |
| 9.    | The Vampyre at My Side                                | 05:45 |
| 10.   | Onward Christian Soldiers                             | 06:59 |
| 11.   | Blooding the Hounds of Hell                           | 02:10 |
| 56:08 |                                                       |       |

## Formation
- Dani Filth - vocaux
- Richard Shaw - guitare
- Marek "Ashok" Smerda - guitare-
- Daniel Firth - basse
- Lindsay Schoolcraft - Vocaux, Harpe
- Martin Skaroupka 'Marthus' - batterie, clavier
- Dalibor Strunc (session) - Cimbalom
- Alexey Aslamas (session) - violon